# Håløygætten
Håløygætten fue una de las dinastías más antiguas gobernantes de Hålogaland, relacionada con los jarls de Lade y del reino de Namdalen. Su historia ha llegado hasta nuestros días por el poema épico Háleygjatal (Håløygjatal) del escaldo Eyvindr skáldaspillir. 

## Etimología
Aunque se sabe que el nombre de la dinastía procede de «håløyger» (nórdico antiguo: háleygir) y Hålogaland, todas las teorías sobre el origen del nombre son conjeturas. Una de ellas está relacionada con el mito que rodea la leyenda del rey Holgi y su hija o esposa Torgerd Hølgebrud. Otra se basa en la figura mitológica de Logi, hijo del legendario Fornjot. El historiador Jordanes menciona en su obra Getica una nación que él llama Adogit que viven en un país donde no hay luz diurna durante 40 días y noches en la mitad del verano, y afirma que Adogit deriva de la palabra Håløygenes.

## Háleygjatal
Háleygjatal probablemente fue compuesta después de 986 y sólo se conservan algunos fragmentos individuales. La idea principal fue crear una base presuntamente histórica de los jarls de Lade para demostrar que descendían de linaje de dioses y competir en derecho al trono de Noruega con los descendientes de Harald I de Noruega y los Ynglings. El escaldo Þjóðólfur úr Hvini escribió Ynglingatal con ese propósito, enumerando 27 generaciones hasta el patriarcado de Freyr y su progenie, el mítico Fjölnir. Háleygjatal fue escrita de la misma forma y también se cree que la obra completa tuviese entre 25 y 27 generaciones atrás hasta llegar a Odín y la descendencia de Sæming. Snorri Sturluson se refiere a Håkon Sigurdsson como «descendiente de Tyr».

## Ágrip af Nóregskonungasögum
Ágrip af Nóregskonungasögum menciona expresamente la figura de Herse Mundilsson, rey de Namdalen como antepasado de Haakon Jarl. Se suicidó por el dolor de la pérdida de su esposa, pero antes rebajó su título como jarl porque nunca antes un rey se había quitado la vida, desde entonces todos sus descendientes ostentaron el título de jarl.

## Reyes de Hålogaland y Jarls de Lade
No ha sobrevivido mucho material sobre los jarls de Hålogaland (Håløygjarlene) y la dinastía de los jarls de Lade (Ladejarl-ætten, en nórdico antiguo: Hlaðar jarlar). Existe la teoría que fueron caudillos del norte que se trasladaron al sur de Namdalen y se inició una casta con dos nobles llamados Herlaug y Hrollaug. El primero de ellos que se asentó en Trøndelag fue probablemente Grjotgard Herlaugsson, padre de Håkon Grjotgardsson quien fue el primero en utilizar el título de jarl de Lade.
Los jarls de Lade eran descendientes de los legendarios reyes de Hålogaland: 
- Odín n. 215
- Sæming n. 239 (hijo legendario de Odín, rey de Asgard, y Skadi)
- Godhjalt Saemingsson n. 264
- Sverdhjalt Godhjaltsson n. 289
- Hoddbrodd Sverdhjaltsson n. 314
- Himileig Hoddbroddsson n. 339
- Vedurhals Himileigsson n. 363
- Haavard Vedurhalsson n. 388
- Godgest Haavardsson n. 413
- Hemgest Godgestsson n. 438
- Gudlaugur Hemgestsson n. 463
- Gyllaug Gudlaugsson n. 488
- Mundil Gyllaugsson n. 513
- Herse Mundilsson n. 538 (último monarca, konungr, de Hålogaland)

Los sucesores de Herse Mundilsson ostentaron el título de jarls de Namdalen y también de Lade.